# Hestiasula rogenhoferi
Hestiasula rogenhoferi es una especie de mantis de la familia Hymenopodidae.

## Distribución geográfica
Se encuentra en Molucas.